# Полтавско-харьковские аграрные беспорядки
Аграрные беспорядки 1902 года, либо Полтавско-Харьковское крестьянское восстание — крестьянские беспорядки, происходившие в марте-апреле 1902 года в Полтавской и Харьковской губерниях и в смежных уездах: Константиноградский, Полтавский, Валковский и Богодуховский, сопровождавшиеся разгромом и сожжением помещичьих имений, экономий и хозяйств. В 1902 году крестьянское восстание и дальнейшие волнения переходили из одной деревни в соседние, постепенно захватывая новые территории. В период за 1901—1904 годы восстаний было в два раза больше, чем за 1897—1900 годы (577 против 232 случаев). Новый характер крестьянских выступлений означал, что в деревне произошли глубокие социальные перемены. Крестьяне начали постепенно осознавать себя как класс, имеющий общие цели: прежде всего это раздел земли на справедливых, как они их понимали, условиях.
Существует точка зрения, что крестьянские бунты марта 1902 года вряд ли можно считать восстаниями.

## Причины
Согласно «Истории городов и сёл УССР», главной причиной восстания был неурожай 1901 года в Малороссии и на Слобожанщине. Поэтому весной 1902 года малоимущие крестьяне не имели посевного материала. Местные органы власти составили списки нуждающихся, но не оказали помощь, хотя прошли сроки посевной. Это вызвало возмущение у крестьян.
Существовала также эксплуатация наёмного с/х труда. За тяжёлый изнурительный труд в экономиях взрослые в среднем получали 50 копеек (иногда 15 копеек) в день, подростки — 25 копеек (иногда 5 копеек) в день.
Большая советская энциклопедия утверждает, что «пропаганда социал-демократов революционизировала крестьян», также указывая, что «в восстании участвовало до 40 тысяч человек».
С 7 марта по 3 апреля было разгромлено 105 помещичьих экономий.
Крестьяне захватывали хлеб, скот, инвентарь.

## Последствия
Восстание было быстро подавлено войсками, происходили массовые экзекуции.
1092 человека были преданы суду, из них 836 человек приговорены к тюремному заключению.
Указом 11 мая 1902 года правительство возложило на крестьян возмещение убытков помещикам в сумме 800 тысяч рублей (указ был отменён в 1904 году).

### Судьба Шаровки
Жители села Шаровка Богодуховского уезда приняли активное участие в беспорядках в начале апреля. Восстание было подавлено тремя взводами казаков из Константиновки. Сто человек перепороли нагайками, часть посадили в тюрьму, некоторых отправили на каторгу.
В 1903 году владелец Шаровского дворца, «сахарный король» — Леопольд Кёниг, решил выселить революционно настроенных жителей села (300 семей) подальше от своего имения, для чего купил 6 000 десятин земли в Уфимской губернии, а затем «провёл» т. н. «приговор» крестьянской общины про переселение.
1200 жителей села были принуждены продать свои земельные наделы (не желавших выгнали из домов принудительно) и выехать в сельскую местность в Уфимской губернии.
Большая часть переселенцев затем возвратилась назад, некоторые погибли.
По приезде они обнаружили, что их дома сожжены, земля перепахана и на месте села посажен сосновый лес.
Данную местность, где была старая Шаровка, Кёниг назвал экономией Леопольдовкой — в честь себя.
Возвратившиеся жители основали новую Шаровку на расстоянии двух километров от старой.

## Хроника беспорядков
| ДАТЫ       | СОБЫТИЯ |
| ---------- | --- |
| 22.03.1902 | (9 марта по ст.ст) Полтавская губерния. Нападение крестьян с. Поповка Константиноградского уезда на Карловскую экономию герцогов Мекленбург-Стрелицких; разогнав сторожей, крестьяне вывезли из экономии картофель и сено. Начало крестьянского восстания на Полтавщине (9.03-3.04.1902 г. по ст.ст).                                      |
| 10.04.1902 | (28 марта по ст.ст) Полтавская губерния. Крестьянами разграблено имение помещика Роговского; вывезено свыше 3 тыс.пудов пшеницы и 250 пудов овса. |
| 11.04.1902 | (29 марта по ст.ст) Полтавская губерния. За один день крестьянами разграблено 15 помещичьих экономий и 2 кулацких хозяйства. |
| 13.04.1902 | (31 марта по ст.ст) Полтавская губерния. Крестьянами разгромлено ещё 14 помещичьих экономий. К восстанию присоединились крестьяне Лохвицкого и Лубенского уездов. Харьковская губерния. Крестьяне Валковского уезда разграбили экономию помещика Глушкова.                                                                                 |
| 14.04.1902 | (1 апреля по ст.ст) Харьковская губерния. Нападения восставших крестьян на 22 помещичьих экономии, в частности на сахарный завод Молдавского в Коломаке. |
| 15.04.1902 | (2 апреля по ст.ст) Полтавская и Харьковская губернии. За период 28.03-2.04.1902 г. (по ст/ст) восставшими крестьянами разгромлено 80 дворянских усадеб. |
| 16.04.1902 | (3 апреля по ст.ст) Карательными войсками подавлено Полтавско-Харьковское крестьянское восстание (9.03-3.04. 1902 г. по ст/ст), за время которого крестьянами 336 сел было разгромлено 105 помещичьих усадеб и экономий. 1092 арестованных крестьян впоследствии были преданы суду, из них 836 человек приговорены к тюремному заключению. |
| 24.05.1902 | (11 мая по ст.ст) Санкт-Петербург. Указ Николая II, возложивший на крестьян возмещение убытков помещикам в сумме 800 тыс.руб. |

Откликом на восстание явились крестьянские выступления летом и осенью 1902 года в Курской, Черниговской, Воронежской, Херсонской, Саратовской, Симбирской, Рязанской, Волынской, Подольской губерниях и на Кубани. Указом 5 мая 1903 года в 46 губерниях Европейской России была создана уездная полицейская стража.